# Maciej Mikołajewski
Maciej Piotr Mikołajewski (ur. 20 lutego 1954 w Inowrocławiu) – polski astronom i popularyzator nauki.

## Życiorys
Studia astronomiczne wybrał po części zainspirowany przez wykład dr. Alojzego Burnickiego w I LO im. Jana Kasprowicza w Inowrocławiu (1972). Pierwsza publikacja naukowa Mikołajewskiego ukazała się w 1977 i dotyczyła badań fotometrycznych nowej klasycznej V1500 Cygni. Doktorat obronił w 1992 na Uniwersytecie Mikołaja Kopernika w Toruniu na podstawie dysertacji Unikalna gwiazda symbiotyczna CH Cygni (promotor: prof. Andrzej Woszczyk). Habilitację na tej samej uczelni uzyskał w 2007 na podstawie osiągnięcia Fotometryczne i spektroskopowe poszukiwania szczególnych osobliwości w gwiazdach symbiotycznych i układach pokrewnych. Wypromował dwóch doktorów: Ernesta Świerczyńskiego i Cezarego Gałana. Przez 41 lat pracował na UMK. Piastował stanowisko profesora w grupie dydaktycznej Instytutu Astronomii UMK. Karierę akademicką zakończył w 2021.
Od 2005 do 2021 był we władzach Polskiego Towarzystwa Astronomicznego. Pełnił funkcje skarbnika i wiceprezesa. Jest członkiem Międzynarodowej Unii Astronomicznej.
Prowadzi szeroką działalność popularyzującą naukę. Był członkiem rad programowych, komitetów i jury: Planetarium w Olsztynie, Obserwatorium Astronomicznego w Olsztynie, ogólnopolskich obchodów Międzynarodowego Roku Astronomii 2009, Roku Jana Heweliusza 2011, Centrum Hevelianum w Gdańsku, Olimpiady Astronomicznej oraz Ogólnopolskiego Młodzieżowego Seminarium Astronomicznego. Jest aktywnym członkiem Polskiego Towarzystwa Miłośników Astronomii, będąc członkiem jego zarządu od 2022.
W okresie 1991–1992 był członkiem kolegium redakcyjnego „Postępów Astronomii”. Od 1992 do 1995 był redaktorem naczelnym tego czasopisma. Od 2011 jest redaktorem naczelnym czasopisma „Urania – Postępy Astronomii”. Jest współautorem cyklu programów telewizyjnych popularyzujących astronomię „Astronarium”.

## Nagrody
W 1984 był jednym z laureatów Nagrody Młodych PTA II stopnia za pracę o badaniu zaćmienia układu symbiotycznego CI Cygni. Pierwszą autorką tej pracy była prof. Joanna Mikołajewska.
Prowadzone przez niego media zostały wyróżnione w konkursie Popularyzator Nauki: 
- „Urania – Postępy Astronomii” – wyróżnienie specjalne w 2014[14]
- „Astronarium” – nagroda w kategorii „Media” w 2017[18].

Polskie Towarzystwo Miłośników Astronomii przyznało mu w 2018 Złotą Odznakę „za całokształt działalności społecznej w Towarzystwie i krzewienie wiedzy astronomicznej i nauk pokrewnych”. W 2021 otrzymał nagrodę Grand OZ za wkład w rozwój Ogólnopolskich Zlotów Miłośników Astronomii organizowanych przez Pałucko-Pomorskie Stowarzyszenie Astronomiczno-Ekologiczne. W 2023 został laureatem Nagrody imienia Włodzimierza Zonna przyznawanej przez PTA.